# Cryptosiphum caspicae
Cryptosiphum caspicae är en insektsart. Cryptosiphum caspicae ingår i släktet Cryptosiphum och familjen långrörsbladlöss. Inga underarter finns listade i Catalogue of Life.